# Třída Warrior (2021)
Třída Warrior je třída víceúčelových hlídkových lodí postavených pro jihoafrického námořnictva, která vznikla na základě nizozemského typu Damen Stan Patrol 6211. Jejich projekt se jmenuje Project Biro a místní označení je Multi Mission Inshore Patrol Vessel (MMIPV), tedy víceúčelová pobřežní hlídková loď. Mezi jejich hlavní úkoly patří pobřežní hlídkování, kontrola výlučné ekonomické zóny země, prosazování práva, pomoc při živelních pohromách, potírání pašeráctví, ochrana rybolovu, či mise SAR. Objednány byly tři jednotky této třídy. Do května 2025 byly do služby zařazeny první dva kusy. Hlavní základnou plavidel bude Durban.

## Stavba
V srpnu 2007 byl schválen modernizační program jihoafrického námořnictva s označením projekt Biro. Jeho cílem bylo získat víceúčelové pobřežní hlídkové lodě, které by ulevily velkým válečným lodím námořnictva a zároveň pomohly nahradit další chybějící kapacity, například minolovné, či při vyzvedávání použitých cvičných torpéd. Projekt nabral značné zpoždění kvůli nedostatku financí. Stavba tří hlídkových lodí byla objednána v říjnu 2017 u loděnice Damen Shipyards Cape Town (DSCT), která byla pobočkou společnosti Damen Group. Podíl domácího průmyslu má přesahovat 60 %. Práce na výrobě prototypu byly zahájeny v roce 2018. Kýl prototypové jednotky byl založen v únoru 2019 za přítomnosti ministryně obrany Nosiviwe Mapisa-Nqakula. Prototyp byl na vodu spuštěn 23. března 2021.
Jednotky třídy Warrior:
| Jméno                     | Založení kýlu  | Spuštěna        | Vstup do služby | Status    |
| ------------------------- | -------------- | --------------- | --------------- | --------- |
| King Sekhukhune I (P1571) | 23. února 2019 | 23. března 2021 | 15. června 2022 | aktivní   |
| King Shaka Zulu (P1572)   | 28. srpna 2020 | 24. října 2022  | 24. dubna 2025  | aktivní   |
| King Adam Kok III (P1573) | 22. října 2021 | duben 2024      | 2024 (plán)     | ve stavbě |

## Konstrukce

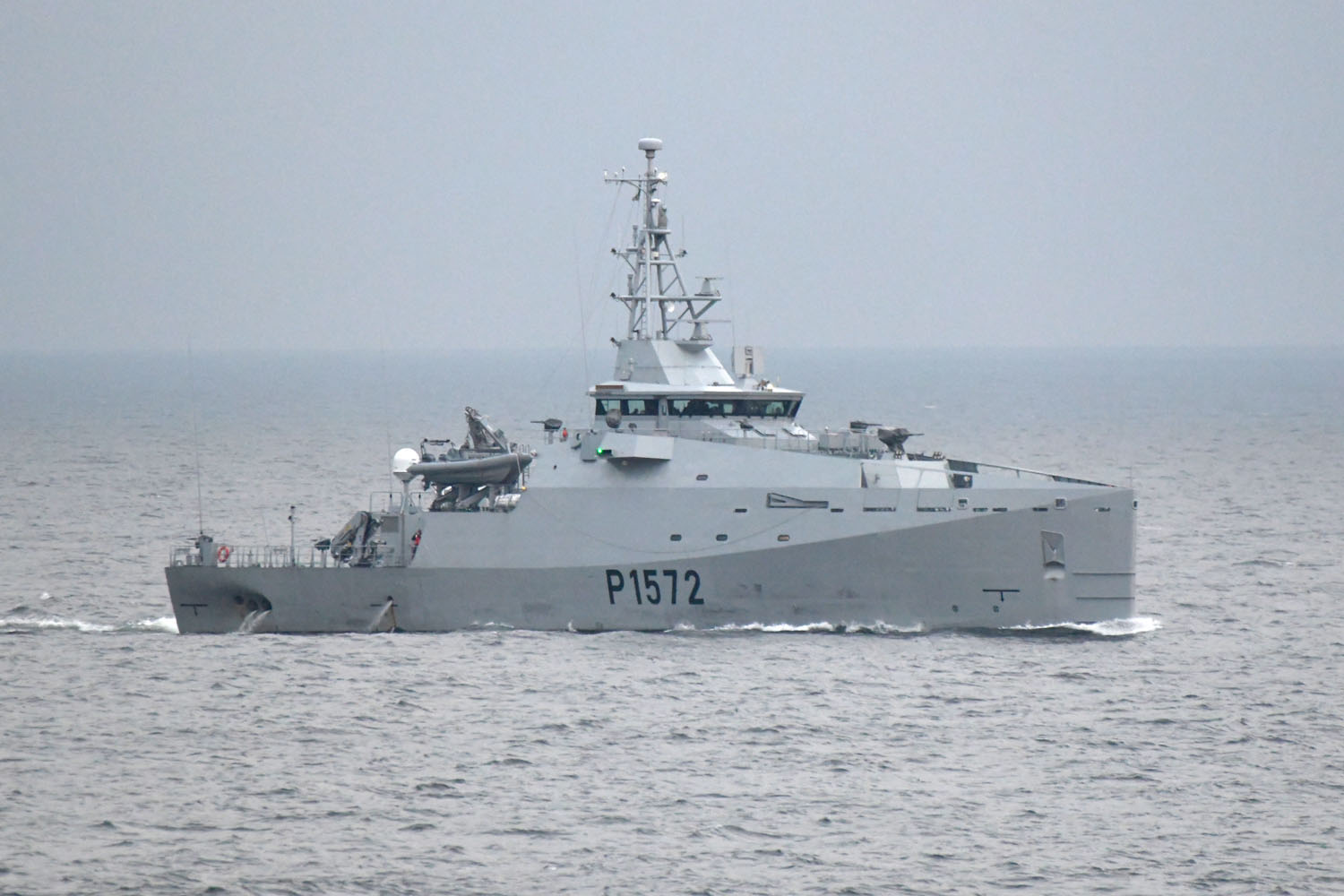
King Shaka Zulu (P1572)

Plavidla mají ocelový trup a nástavbu z hliníkových slitin. Trup je opatřen přídí typu Axe Bow. Posádku tvoří 40 osob, ale na palubě jsou ubikace pro dalších 22 osob. Plavidlo je vybaveno dvěma navigačními radary. Výzbroj tvoří jeden 20mm kanón Denel GI2 v dálkově ovládané zbraňové stanici Super Sea Rogue a několik kulometů. Čluny jsou vybaveny jedním 9metrovým a jedním 7metrovým člunem RHIB. Pohonný systém tvoří čtyři diesely Caterpillar 3512C HD/B, každý o výkonu 7600 hp, pohánějící čtyři lodní šrouby s pevnými lopatkami. Manévrovací schopnosti zlepšují dvě příďová dokormidlovací zařízení. Nejvyšší rychlost dosahuje 26,5 uzlu. Dosah je 4000 námořních mil.